# Rhinocypha pallidifrons
Rhinocypha pallidifrons – gatunek ważki z rodziny Chlorocyphidae.